# Matika Wilbur
Pour les articles homonymes, voir Wilbur.
Matika Lorraine Wilbur, née le 28 avril 1984, est une photographe et enseignante d’origine amérindienne, Swinomish et Tulalip de l'État de Washington. Elle est surtout connue pour son projet photographique, Project 562.

## Biographie
Matika Wilbur, dont le nom indigène est Tsa-Tsiq, ce qui signifie « Celle qui enseigne », est née en 1984 et grandit à La Conner, dans l'État de Washington. Elle obtient une licence à l'Institut de photographie Brooks en 2006.
Ensuite, elle  commence une carrière de photographe dans l'industrie de la mode et le commercial. Matika Wilbur obtient également un diplôme d'enseignante et travaille dans l'enseignement primaire à la Tulalip Heritage High School, petite communauté d'apprentissage qui lie l’enseignement en salle de classe aux styles d'apprentissage traditionnels autochtones, pendant 5 ans.
Mais elle choisit finalement une autre voie et se lance dans la réalisation de projets photographiques sur les peuples amérindiens. Le projet 562 est le quatrième grand projet de Wilbur visant à réaliser un documentaire photographique sur les peuples indigènes contemporains, avec pour objectif de photographier les membres de toutes les tribus américaines sur leurs terres tribales. Matika Wilbur commence ce "projet 562" en 2012. Pour ce faire, elle vend le contenu de son appartement de Seattle, et prend la route. Elle voyage à travers les États-Unis en novembre de la même année ; elle recueille plus de 35 000 $ pour ses dépenses dans le cadre d'une campagne de financement participatif,.
Le titre du projet fait référence au nombre de tribus indigènes d'Amérique du Nord officiellement reconnues par les États-Unis à l'époque où Matika Wilbur commence son travail,. Ce nombre a augmenté depuis. Cette évolution reflète les efforts juridiques continus des tribus pour retrouver un statut légal après la décimation du statut tribal dans le cadre de la politique de résiliation des États-Unis. Elle travaille en collaboration avec les chefs et les membres des tribus pour créer les photographies, au delà des stéréotypes et des images négatives.

## Publications
- Project 562 : Changing the Way We See Native America, Ten Speed Press, 416 pages, EAN, 9781984859525, 25 avril 2023[7]